# Plutarco Naranjo
Plutarco Naranjo Vargas (Ambato, 18 de junio de 1921 - Quito, 27 de abril de 2012) fue un médico, docente, periodista, historiador e investigador científico ecuatoriano.

## Trayectoria
Se desempeñó como embajador de Ecuador en la Unión Soviética, Polonia y la República Democrática Alemana (simultáneamente) de 1977 a 1978. En 1988, aceptó un nombramiento de cuatro años para el gabinete del presidente electo Rodrigo Borja Cevallos como Ministro de Salud.
En la Academia, fue uno de los formadores a través de generaciones de médicos en Ecuador, participó como organizador de la Cátedra de Farmacología y asesoró al Departamento de Fisiología de la Universidad de Valey (Cali-Colombia), además, fundó la Cátedra de Farmacología en Universidad Central del Ecuador.
Desde su juventud estuvo fuertemente involucrado en la Botánica, lo que le permitió abrir la posibilidad de intercambio de conocimientos entre el conocimiento occidental de la botánica y la medicina tradicional, los usos sagrados de las plantas y los mitos y culturas, generando grandes aportes a la Etnomedicina.
Sus investigaciones fueron muy importantes en Farmacología, las cuales contribuyeron a mejorar la calidad de vida, desde el campo de la salud a una amplia población de pacientes con diversas patologías, de igual forma, realizó varias investigaciones sobre mecanismos inmunológicos, hipersensibilidad a fármacos y alimentos, alergias a antibióticos y más.
Fue fundador de la Academia Ecuatoriana de Medicina y se convirtió en su presidente. También fue presidente de la SILAE - Asociación Italo Latinoamericana de Etnomedicina de 1995 a 1997. También fue Director Académico en el campo de la salud de la Universidad Andina Simón Bolívar.
Recibió el Premio Nacional Eugenio Espejo en 1986 en el campo de las ciencias.

## Vida personal
Estuvo casado con la Dra. Enriqueta Banda Flores. Tuvieron tres hijos: Alexis, Ana y Plutarco.

## Fallecimiento
Murió en Quito el 27 de abril de 2012.

## Premios
- Fue galardonado con el Premio de la Universidad Central en cuatro ocasiones distintas por su investigación científica.
- Recibió premios de los gobiernos de Italia (1972), Rumania (1976) y Perú (1990).
- Premio "Isabel Tobar Guarderas", del municipio de Quito (1977)
- El Premio Nacional Ecuatoriano "Premio Eugenio Espejo" (1986)

## Obras publicadas (abreviadas)
- La doctrina socialista (1949)
- Montalvo y sus obras (1966)
- Ayahuasca: Etnomedicina y mitología (1983)
- Itinerario de un pueblo: Notas de un viaje a Israel (1987)
- Saber alimentarse (1991)
- La lucha por la independencia del primer grito a la primera constitución (2009)